# AYAKASHI
『AYAKASHI』（アヤカシ）は、2005年10月28日にCROSSNETから発売された伝奇バトルアドベンチャーゲーム。2006年9月29日に後日談となる『AYAKASHI H』（アヤカシ エイチ）が発売。TVアニメ化や漫画化もされている。

## スタッフ
- 監督：TOMA
- キャラクターデザイン・原画：TOMA、浮月たく、鳥取砂丘
- シナリオ：TOMA、じんべい、籐太雄
- サウンド：細井聡司
  - OP：砂の城
    - 作詞：中原涼
    - 作・編曲：細井聡司
    - 歌：中原涼

  - ED：夜の涙、明日の想い
    - 作詞：中原涼
    - 作・編曲：細井聡司
    - 歌：中原涼

  - ED：三日月
    - 作詞：中原涼
    - 作・編曲：細井聡司
    - 歌：中原涼

## ストーリー

### AYAKASHI
主人公・久坂悠は2年前に幼なじみが死亡して以来、何事にも関心を示さない無気力な学生として暮らしていた。しかし彼の前に謎の少女・夜明エイムが現れたことにより、彼の中で眠っていた何かが目覚めることに……。

### AYAKASHI H
前作での戦いから1か月後、明るくHな毎日を送っていた悠達の前にアヤカシを監視してきた「皇霊会」の3人が現れ、悠達の存在が危険か見極めに来た、と告げる。悠は自分たちが危険な存在ではないことを証明するため彼らが出してきた「試練」に挑戦していくのだが……。

## 登場キャラクター
※声は、ゲーム / TVアニメの順

### 主人公/ヒロイン
久坂悠（くさか ゆう）
声：なし / 岸尾だいすけ
主人公。以前は曲がったことを許さない正義感溢れる少年だったが、とある事件により物事を斜に見るひねくれた少年となってしまっている。
TVアニメ版では性格が破綻しており、その思考と行動はシーンによってバラバラになってしまっている。
夜明エイム（よあけ エイム）
声：カンザキカナリ / 水樹奈々
悠の前に突然現れた少女。感情が極めて平坦であり、悠が疑問をぶつけてもそのほとんどに答えない。唯一二体のアヤカシを使うことが出来る。
薬師寺陽愛（やくしじ ひめ）
声：安玖深音 / 松来未祐
悠の幼馴染。面倒見が良く、クラスでも人気がある。胸が大きい。無気力になってしまった悠に何とかして元に戻ってもらいたいと考えている。フィールドホッケー部に所属している。
パム・ウェルヌ・アサクラ
声：三園あすか / 清水愛
フランス人とのハーフ。性格は極めて無垢。あまりの純真さに善悪の区別すらついていない。悠を殺すことで悠を手に入れようと考えている危険なゴスロリ少女。
夏原織江（なつはら おりえ）
声：北都南 / 野川さくら
いつも「何か」を探している少女。記憶すら失っており、その「何か」すら覚えていないが、それでも探し続けている。実は化猫のアヤカシ。
真田アンズ（さなだ あんず）
声：大野まりな / なし
隠しヒロイン。ある怨恨で悠の命を付け狙う、アヤカシ使いの幼女。戦闘では顔色を変えずに容赦ない攻撃を仕掛けるが、本来は子猫の様な装いで甘えたがりのボクっ娘。
織江ルートを一度クリア以降、周回の同ルートから開放される選択肢によって、サブヒロインとして同時攻略が可能になる。TVアニメ版ではオリジナル展開上、原作ヒロインの一員でありながら悠との絡みが描かれない。

### 敵対者
“彼”（かれ）
声：鉄仮面 / 杉田智和
アヤカシと人間の共存を唱える組織の長である青年。足が不自由で車椅子生活を送っている。また、TVアニメ版ではオロチに食われている節がある。
夜明アキノ（よあけ アキノ）
声：一色ヒカル / 雪野五月
“彼”に付き従う女性。彼こそが唯一の真実であり、“彼”を裏切る者は誰であろうと許さない。名字で分かるとおりエイムの姉。

### 『AYAKASHI H』から登場
白神菊理（しらかみ きくり）
声：鳩野比奈
アヤカシ使いと対立する組織「皇霊会」の幹部の少女。。判子集めが趣味。
咲守八重（さきもり やえ）
声：日向裕羅
菊理の従者の少女。。小柄な体に似合わず怪力を持っている。
刑部克己（おさかべ かつみ）
声：富士爆発
菊理の護衛で剣腕に長ける眼鏡の青年。紅茶好き。

### その他の登場人物
牧原和泉（まきはら いずみ）
声：なし / 野川さくら
悠と陽愛の幼馴染だった少女。2年前のある事故で亡くなっている。
花井のり子（はない のりこ）
声：柚木かなめ / 真堂圭
陽愛の親友。噂話が好き。
梶原平馬（かじはら ひょうま）
声：神宮帝 / 寺井智之
関西弁を喋る先輩。陽愛にちょっかいをよくかけたりする。
前川彰夫（まえかわあきお）
声：黒田鉄雄 / 浪川大輔
ジャージ姿のだらしない印象の男。“彼”と行動を共にしているが敵味方ともつかない行動を繰り返す。TVアニメ版では普通の青年となっており容姿が異なる。

### アヤカシ
人間に寄生し、その精神を喰らうことによって具現化する生命体。寄生された人間は「アヤカシ使い」としてその強力な力を使える反面、次第に精神が蝕まれ、最終的に全てを喰われてしまうといわれている。
竜（りゅう）
「破滅」と「再生」のアヤカシ。使い手は久坂悠。
悪路王（あくろおう）
「剛胆」のアヤカシ。使い手は夜明エイム。
サトリ
「侵蝕」のアヤカシ。使い手は夜明エイム。
天狗（てんぐ）
「瞬纏」のアヤカシ。使い手はパム・ウェルヌ・アサクラ。
阿照流為（あてるい）
「閃光」のアヤカシ。
オロチ
「悪喰」のアヤカシ。使い手は“彼”。
カマイタチ
「疾風」のアヤカシ。
デイダラボッチ
「巨躯」のアヤカシ。
八咫烏（やたがらす）
「唱導」のアヤカシ。
ケバタケ
「不幸」のアヤカシ。使い手は前川彰夫。
ショウケラ
「隱形」のアヤカシ。
カタナ
「斬擊」のアヤカシ。
フドウ
「堅牢」のアヤカシ。
キジムン
「操作」のアヤカシ。
ヌリカベ
「岩塊」のアヤカシ。
鵺（ぬえ）
「無限」のアヤカシ。
夜叉丸（やしゃまる）
「破断」のアヤカシ。
枕返し（まくらがえし）
「幻夢」のアヤカシ。
イワナ
「虚無」のアヤカシ。

## テレビアニメ
2007年12月12日から2月27日にかけてAT-Xで、2008年1月から3月にかけては独立UHF局ほかにてそれぞれ放送された。全12話。AT-Xでは視聴年齢制限を設けており、地上波では一部のシーンに修正が施されている。
提供クレジットのアナウンスを制作側で入れている関係で（ナレーションはエイム役の水樹奈々）、本編中CMが流れないAT-Xでも「この番組はご覧のスポンサーの提供でお送りします（ました）」とアナウンスされる（スポンサーのテロップは表示されない）。
使用BGMはほとんど原作から流用されている。
制作の東京キッズは2008年に倒産しており、本作品が自前で制作した最後のアニメとなった。レーティングはR15+指定。

### スタッフ
- 原作 - CROSSNET/APRICOT
- 監督 - 高田淳
- シリーズ構成 - 鴻野貴光
- アヤカシ原案 - 鳥取砂丘
- キャラクター原案 - TOMA、浮月たく
- キャラクターデザイン - 小林多加志
- キャラクター総作画監督 - 小林多加志、宮前真一
- アヤカシデザイン・アヤカシ総作画監督 - 滝川和男
- 美術監督 - 東厚治
- 色彩設計 - 今瀬智子
- 撮影監督 - 久保博志
- 編集 - 柳圭介
- 音響監督 - 飯田里樹
- 音楽 - 細井聡司
- プロデューサー - 佐久間大介、吉沼忍、北澤幸子、山崎明日香、田所達也、越田昌樹
- エグゼクティブプロデューサー - 赤松智、岩崎篤志、志倉千代丸、榎善教、三上康博、木村健吾、武村哲司、池上克明
- チーフプロデューサー - 池田義広
- アニメーションプロデューサー - 青木清光
- アニメーション制作 - 東京キッズ
- 製作 - 「AYAKASHI」製作委員会（ガンホー・ワークス、メディアファクトリー、5pb.、エノキフイルム、エー・ティー・エックス、東京キッズ、東京電化、オーガニック）

### 主題歌
「cloudier sky」
彩音によるオープニングテーマ。作詞・作曲は志倉千代丸、編曲は磯江俊道。
「篝火」
KAORIによるエンディングテーマ。作詞は奥井雅美、作曲はMonta、編曲は市川淳。
「砂の城」
中原涼による第11話の挿入歌。作詞は中原涼、作曲・編曲は細井聡司。

### 各話リスト
| 話数 | サブタイトル | 脚本       | 絵コンテ | 演出     | 作画監督                                | 初放送日       |
| ---- | ------------ | ---------- | -------- | -------- | --------------------------------------- | -------------- |
| 1    | はじまりの血 | 鴻野貴光   | 高田淳   | 高田淳   | 渡辺伸弘                                | 2007年 12月3日 |
| 2    | 覚醒         | 鴻野貴光   | 高田淳   | 高田淳   | 松岡秀明 高梨光                         | 2007年 12月3日 |
| 3    | 代償         | 鴻野貴光   | 高田淳   | 横田和善 | 箕輪悟                                  | 12月26日       |
| 4    | アヤカシ使い | 金子ツトム | 小林浩輔 | 小林浩輔 | 佐々木敏子 森田岳士                     | 2008年 1月2日  |
| 5    | “彼”         | 鴻野貴光   | 高田淳   | 星野真   | 坂巻貞彦                                | 1月9日         |
| 6    | 和泉         | 鴻野貴光   | 高田淳   | 津田義三 | 福島豊明 田中保                         | 1月16日        |
| 7    | 孤立         | 金子ツトム | 高田淳   | 廣川集一 | 高乗陽子 水谷麻美子                     | 1月23日        |
| 8    | エイム       | 金子ツトム | 藤原良二 | 星野真   | 坂巻貞彦                                | 1月30日        |
| 9    | 決意         | 金子ツトム | 柳瀬雄之 | 柳瀬雄之 | 朴商鎬                                  | 2月6日         |
| 10   | ふたり       | 金子ツトム | 山田一豊 | 小林浩輔 | 山田一豊 朴商鎬                         | 2月13日        |
| 11   | 戻れぬ道     | 鴻野貴光   | 高田淳   | 廣川集一 | 朴商鎬 T.K ANIMATION                    | 2月20日        |
| 12   | 共生         | 鴻野貴光   | 高田淳   | 高田淳   | 小林多加志 佐々木敏子 水谷麻美子 朴商鎬 | 2月27日        |

### 放送局
| 放送期間                       | 放送時間                     | 放送局     | 対象地域 | 備考                                             |
| ------------------------------ | ---------------------------- | ---------- | -------- | ------------------------------------------------ |
| 2007年12月12日 - 2008年2月27日 | 水曜 11:00 - 11:30           | AT-X       | 日本全域 | - 製作参加 - リピート放送あり - 視聴年齢制限あり |
| 2008年1月7日 - 3月24日         | 月曜 0:30 - 1:00（日曜深夜） | チバテレビ | 千葉県   |                                                  |
|                                | 月曜 1:30 - 2:00（日曜深夜） | tvk        | 神奈川県 |                                                  |
| 2008年1月9日 - 3月26日         | 水曜 1:30 - 2:00（火曜深夜） | TOKYO MX   | 東京都   |                                                  |
| 2008年1月10日 - 3月27日        | 木曜 2:10 - 2:40（水曜深夜） | サンテレビ | 兵庫県   |                                                  |
| 2008年1月11日 - 3月28日        | 金曜 1:58 - 2:28（木曜深夜） | テレビ愛知 | 愛知県   |                                                  |
| 2008年1月12日 - 3月29日        | 土曜 1:30 - 2:00（金曜深夜） | テレ玉     | 埼玉県   |                                                  |

### インターネットラジオ
2008年1月5日より、メディファクラジオとアニスタ.TVで配信されているラジオ。パーソナリティは松来未祐（薬師寺陽愛役）と野川さくら（夏原織江役）。

## 漫画版
月刊マガジンZにて金子ツトム脚本・かのえゆうし作画による漫画版が連載された。ストーリーは漫画独自の物となっており、原作やアニメ版とは違うストーリーである。
第1話では、“彼”を主人公とした過去の話となっており、主人公の久坂悠は第2話からの登場となっている。
- 1巻（2008年3月21日発売）ISBN 4-06-349339-3
- 2巻（2008年7月23日発売）ISBN 4-06-349369-5

## 関連商品
書籍
- AYAKASHI OFFICIAL GRAPHIC WORKS（FOX出版発行） 2006年7月22日発売
- アンソロジーコミック AYAKASHI H（オークス発行） 2006年11月25日発売

CD
- AYAKASHI ORIGINAL SOUND TRACK（CROSSNET発売・販売） 2006年3月24日発売

※以下はアニメ版準拠のもので、いずれも5pb.発売、メディアファクトリー販売。
- cloudier sky（OP主題歌）/ 歌：彩音 2008年1月25日発売
- 篝火（ED主題歌）/ 歌：KAORI 2008年2月27日発売
- TVアニメーション「AYAKASHI」
  - Characters Vol.1 夜明エイム（水樹奈々）、「蒼き光の果て」2008年2月8日発売
  - Characters Vol.2 牧原和泉（野川さくら）、「それだけで…よかった。」2008年2月8日発売
  - Characters Vol.3 薬師寺陽愛（松来未祐）、「メトロノーム」2008年2月8日発売
  - Characters Vol.4 パム・ウェルヌ・アサクラ（清水愛）、「little heavenly princess」2008年2月27日発売
  - Characters Vol.5 夜明アキノ（雪野五月）、「I will follow you」2008年3月5日発売
- オリジナルサウンドトラック/音楽：細井聡司 2008年3月25日発売
- TVアニメーション「AYAKASHI」Drama CD 2008年3月25日発売

DVD
全6巻（ガンホー・ワークス発売、メディアファクトリー販売）
- 第一巻:2008年3月25日発売、第1話と第2話を収録。初回盤には悪路王フィギュア・収納BOX・特製ブックレットが付属。
- 第二巻:2008年4月25日発売予定、第3話と第4話を収録。